# 贝里卢
贝里卢是巴西米纳斯吉拉斯州的一个市镇。总面积586.752平方公里，总人口13214人，人口密度22.5人/平方公里。